# St. Petersburg-Tampa Airboat Service
St. Petersburg-Tampa Airboat Service (SPT Airboat Line) – założona w styczniu 1914, była pierwszym towarzystwem lotniczym, które obsługiwało regularne, planowe połączenie lotnicze.

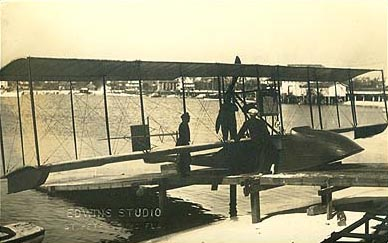
Benoist XIV

## Historia
Linia łącząca miasto St. Petersburg z pobliskim Tampa, została uruchomiona 1 stycznia 1914. Połączenie obsługiwane było przez mieszczący pilota i jednego pasażera wodnosamolot Benoist XIV. Lot trwał ok. 20 minut i zabierał niemal sześciokrotnie mniej czasu niż analogiczna trasa przebyta samochodem. Linia działała do 5 maja 1914, wykonując w tym czasie 172 loty.